# Jim McWithey
Jim McWithey (4 de julho de 1927 - 1 de fevereiro de 2009) foi um automobilista norte-americano. Ele esteve em sete (três) 500 Milhas de Indianápolis, (duas quando a prova fazia parte do calendário da Fórmula 1 de 1950 até 1960): 1956 (não se qualificou), 1957 (não se qualificou), 1958 (não se qualificou), 1959, 1960, 1961 (não se qualificou) e 1962.